# Polydioxanon

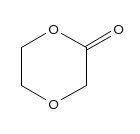
p-Dioxanon, het monomeer.

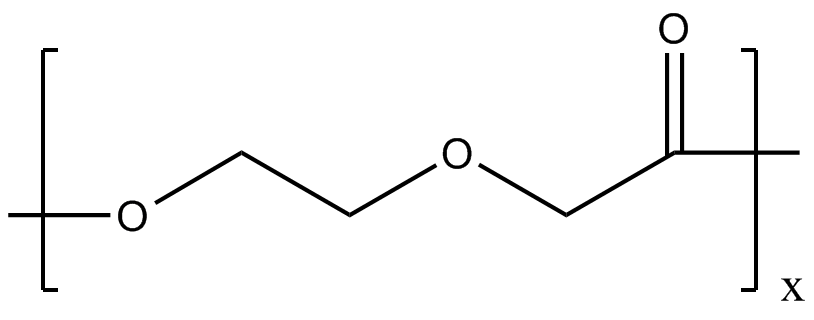
Structuur van polydioxanon.

Polydioxanon of poly-p-dioxanon (afgekort als PDO of PPD) is een synthetisch, thermoplastisch polymeer van p-dioxanon. Het is een kristallijn, biodegradeerbaar en biocompatibel materiaal dat geschikt is voor biomedische toepassingen. Het kan geëxtrudeerd worden tot vezels of er kunnen voorwerpen uit vervaardigd worden met behulp van gieten of spuitgieten.
p-Dioxanon kan spontaan polymeriseren, en vormt dan laagmoleculaire polymeren die niet bruikbaar zijn. Deze reactie is vergelijkbaar met die waarin caprolactam tot nylon-6 polymeriseert. Het eerste octrooi voor hoogmoleculaire polymeren van p-dioxanon is aangevraagd in 1959. Als katalysator gebruikt men een organometaalverbinding van aluminium, tin of zink, bijvoorbeeld tri-isobutylaluminium of zink-L-lactaat. De polymerisatie verloopt bij kamertemperatuur of bij licht verhoogde temperatuur tot 80 °C, en kan uitgevoerd worden in een oplosmiddel voor p-dioxanon zoals benzeen of tolueen, of in bulk. Het is een ringopeningpolymerisatie en de polymeerketen bevat afwisselende ether- en estergroepen.
Het polymeer heeft een smeltpunt van rond de 110 °C en is sterk vatbaar voor hydrolyse. Dat maakt het ongeschikt als materiaal voor bijvoorbeeld textielvezels, maar maakt het wel nuttig voor biomedische hulpmiddelen zoals chirurgische hechtingen, pinnen, schroeven en versterkende platen die niet uit het lichaam moeten verwijderd worden; ze breken langzaam af. Vezels van polydioxanon hebben een grote treksterkte en een monofilament van polydioxanon kan reeds als hechtdraad dienen.
Men kan ook copolymeren maken van dioxanon met bijvoorbeeld lactide (het cyclisch dimeer van melkzuur), of een blend (mengsel) maken van PPD met een ander biocompatibel polymeer zoals polymelkzuur.